# Тери Венейбълс
Те́ренс Фредерик Венебълс (на английски: Terence Frederick Venables), по-популярен като Тери Венебълс е английски бивш футболист и настоящ треньор по футбол.
Роден е на 6 януари 1943 г. в предградието Дагенхам на Източен Лондон, Англия. През 60-те и 70-те години е играл за различни клубове, включително Челси, Тотнъм, Куинс Парк Рейнджърс и Кристъл Палас. Има и два мача за английския национален отбор. Като негов треньор стига до полуфиналите на Европейското първенство през 1996 г. Водил е още отборите на Кристъл Палас, Куинс Парк Рейнджърс, Барселона, Тотнъм, Мидълзбро, Лийдс и австралийския национален отбор. От 2012 г. е технически директор на аматьорския ФК Уембли.

## Успехи
Като състезател
 Челси
- Купа на Футболната лига (1): 1965

 Тотнъм
- ФА Къп (1): 1967

Като треньор
 Кристъл Палас
- Трета английска дивизия – 1976–77 (промоция)
- Втора английска дивизия – 1978–79 (промоция)

 Куинс Парк Рейнджърс
- Втора английска дивизия – 1982–83 (промоция)

 Барселона
- Примера дивисион (1): 1984–85
- Купа на испанската футболна лига – 1986

 Тотнъм
- ФА Къп (1): 1991
- Къмюнити Шийлд (1): 1991

Индивидуални
- Треньор на годината в Испания – 1984–85